# 豚積車

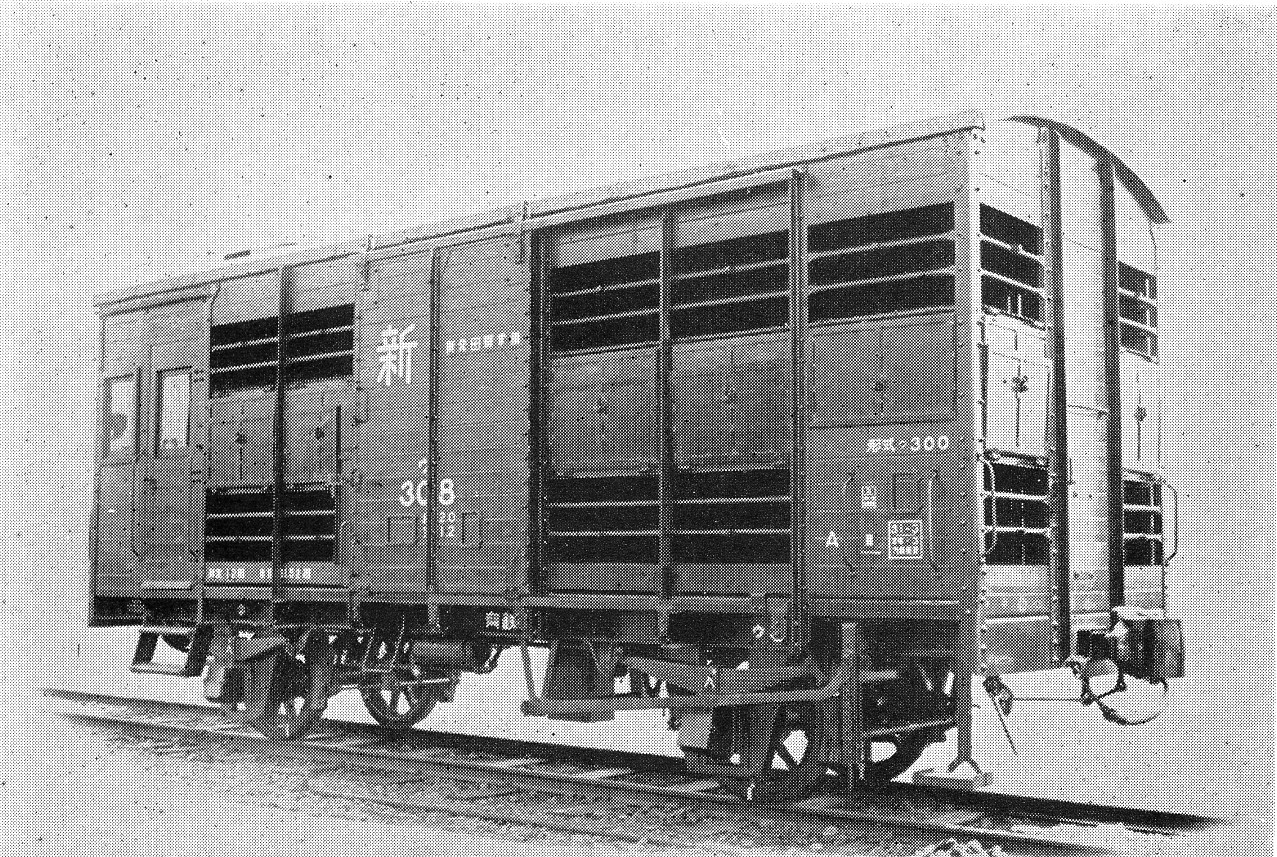
日本国有鉄道ウ300形豚積車

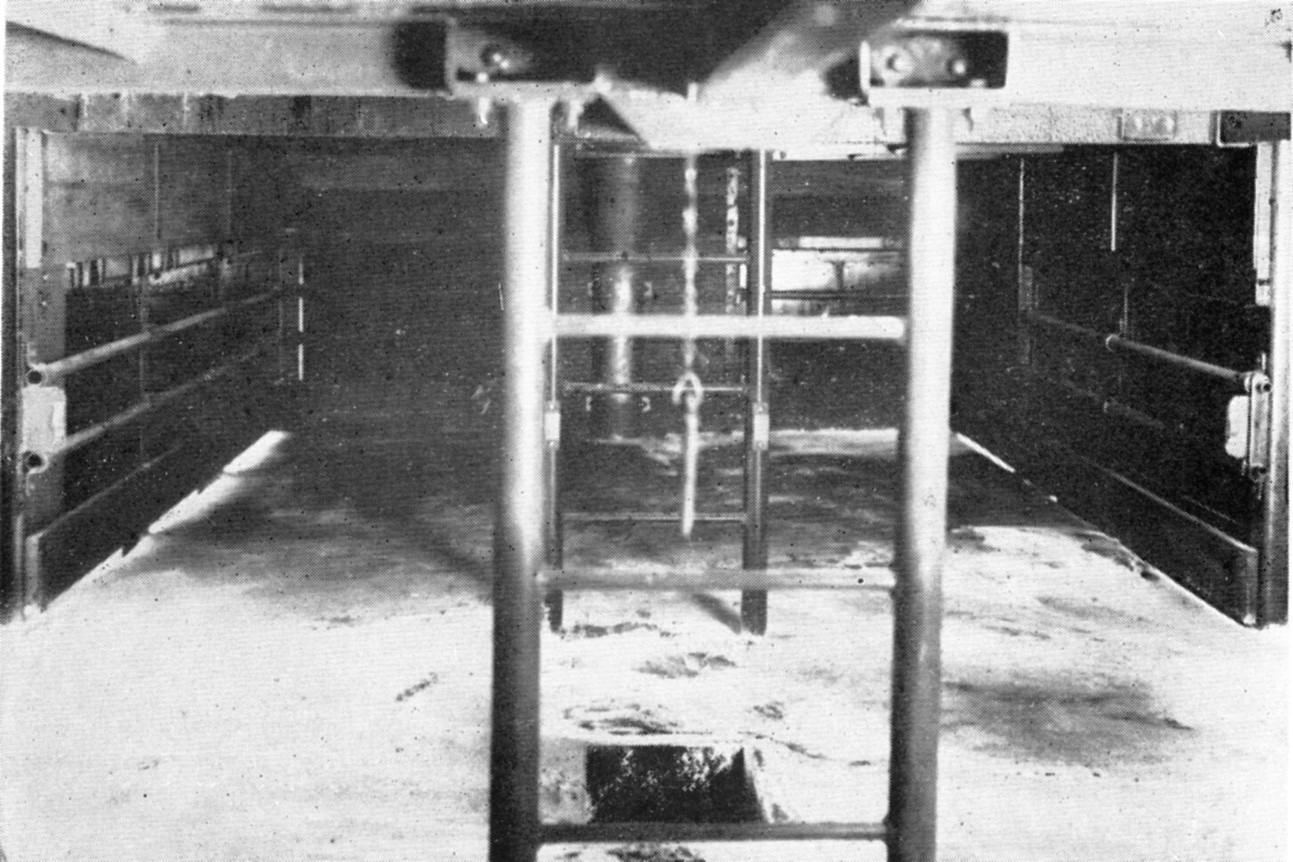
日本国有鉄道ウ300形豚積車の内部

豚積車（ぶたづみしゃ・とんせきしゃ）とは、かつて日本国有鉄道（国鉄）において使われた有蓋貨車の一種である。用途記号は「ウ」。

## 概要
主に豚や羊などの背の低い家畜を生きたまま運ぶのに用いられた。豚の生産地と、大都会を代表とする豚肉の消費地は、養豚場の立地条件などもあり離れている。精肉の鮮度を保つため消費地近くで屠殺する必要があり、豚などを生きたまま長距離輸送する需要から製造された貨車である。
家畜車と似ているが、豚積車は床面が上下二段構造となっており、背の低い家畜を大量に積むことができるのが特徴である。また、輸送中の給水や給餌のために付添人が乗車するための付添人室が車端に設けられており、夏場の輸送中、ときどき豚に水をかけることができるよう、付添人室の腰掛の下に水タンクを備えた。側面は通風をよくするため扉部分以外はすかし張りとなっており、家畜が逃げ出さないよう板の隙間には鉄棒が設けられている。冬季の保温のため、窓には蝶番式の戸が設けられており、締め切ることもできた。床板は鋼製であるが、排泄物による腐食を防ぐためアスファルトが塗布されており、清掃の便を図るため中央に向かって傾斜がつけられ、排水口が設けられた。
大正期、豚は籠に入れて家畜車によって運送していたが、輸送効率の関係で放し積みにして運送する必要が生じ、1928年（昭和3年）にワフ20500形（明治44年）有蓋緩急車の改造によって製作されたのが最初である。当初は家畜車に分類され、カ24850形（明治44年）とされたが、同年に実施された称号規程改正により豚積車が制定され、ウ1形となった。その後、1932年（昭和7年）にウ100形、1934年（昭和9年）にウ200形が改造によって製作された。戦後は、1950年（昭和25年）に12トン積みとしたウ300形が当時余剰となっていたトキ900形無蓋車の改造名義で製作され、1957年（昭和32年）にはウ300形の走り装置を2段リンク化したウ500形が製作され、ウ300形も走り装置の改造を行ってウ500形に編入された。
電化製品における三種の神器として電気冷蔵庫が一般家庭に普及し始めるにあわせて、流通業界でも冷蔵倉庫や冷凍倉庫の整備が進み保冷車や冷凍車などの貨物自動車輸送が急速に普及した。このことで鮮度を保ったまま精肉を戸口から戸口へ長距離輸送できるようになり、豚などの家畜は生産地で屠殺される比率が高まった。そのため、昭和40年代以降、冷凍・冷蔵による精肉輸送に押されて需要が減少し、1974年（昭和49年）に廃車となったウ500形を最後に、豚積車は消滅した。